# Avia BH-21
Avia BH-21 (czechosłowackie oznaczenie wojskowe B-21) – czechosłowacki samolot myśliwski z okresu międzywojennego.

## Historia
Pod koniec 1924 roku w czechosłowackiej wytwórni lotniczej Avia przystąpiono do pracy nad nowym samolotem, który miał stać się następcą samolotu Avia BH-17. Opracowany został w styczniu 1925 roku, wtedy też został oblatany. Wkrótce wytwórnia otrzymała zamówienie na budowę tych samolotów dla czechosłowackiego lotnictwa wojskowego. Łącznie zamówiło ono 137 samolotów tego typu, w lotnictwie wojskowym otrzymały one oznaczenie B-21.
Dodatkowo wytwórnia zbudowała jeszcze dwa samoloty, które były jej własnością, jeden z silnikiem gwiazdowym Walter Jupiter, oznaczony jako BH-21J, oraz drugi, wyposażony w silnik Hispano-Suiza 8Fb, oznaczony jako BH-21R.
W czerwcu 1925 roku, po zlocie samolotów myśliwskich w Belgii, Belgia zakupiła licencję na budowę tych samolotów. Ich produkcja odbywała się w wytwórni Sociétés Anonyme Belge de Constructions Aéronautiques (SABCA), gdzie zbudowano 39 samolotów, i w wytwórni  Société d'Etudes Général d'Aviation (SEGA), gdzie zbudowano 5 samolotów, które wyprodukowano w latach 1926–1928.
Łącznie w latach 1925–1928 zbudowano 183 samoloty tego typu (w tym 44 w ramach licencji).
W okresie gdy wycofywano z czynnej służby samoloty BH-21, czechosłowackie Ministerstwo Obrony zamówiło jeszcze dziesięć takich samolotów bez uzbrojenia oraz z ulepszonym silnikiem. Takie samoloty oznaczono jako Avia Bš-21 były przeznaczone do szkolenia pilotów w akrobacji lotniczej.

## Użycie w lotnictwie
Samoloty myśliwskie Avia BH-21 od roku 1926 były podstawowym samolotem myśliwskim czechosłowackiego lotnictwa wojskowego. Znajdowały się we wszystkich pułkach lotniczych. Użytkowano je do początków lat trzydziestych, gdy zaczęto je zastępować nowymi samolotami Avia BH-33 i Avia B-34.
Natomiast samoloty szkolne Avia Bš-21 były użytkowane w lotnictwie do 1939 roku. 
Samoloty, które zostały wyprodukowane w Belgii, trafiły w całości do lotnictwa belgijskiego, gdzie były użytkowane do momentu ich zużycia.
Samoloty należące do wytwórni Avia brały udział w licznych pokazach i konkursach. Samolot BH-21R, którego pilotem był pilot fabryczny Fritsch, zajął drugie miejsce w zawodach o puchar prezydenta w 1925 roku. Samolot ten ustanowił kolejno rekordy prędkości Czechosłowacji – 300,59 km/h i 301,33 km/h na trasie 100 km. Natomiast samoloty wojskowe występowały w zawodach akrobacyjnych, tak krajowych jak i międzynarodowych.

## Opis techniczny
Samolot Avia BH-21 był dwupłatem o konstrukcji drewnianej. Kadłub o konstrukcji drewnianej, mieścił otwartą kabinę pilota. Płaty o konstrukcji drewnianej, kryte były płótnem. Samolot miał podwozie klasyczne – stałe. 
Napęd stanowił silnik widlasty, 8-cylindrowy Škoda HS 8Fb.  
Uzbrojenie stanowiły dwa zsynchronizowane karabiny maszynowe Vickers K kal. 7,7 mm, umieszczone w kadłubie po obu stronach przed kabiną pilota.